# Lago Hoher
El lago Hoher (en alemán: Hohersee) es un lago situado en el distrito de Pomerania Occidental-Greifswald —junto a la costa del estrecho Peenestrom—, en el estado de Mecklemburgo-Pomerania Occidental (Alemania), a una altitud de 10.8 metros; tiene un área de 10.2 hectáreas.